# オクサナ・パルホメンコ
オクサナ・パルホメンコ（Oksana Parkhomenko、女性、1984年7月28日 - ）は、アゼルバイジャンのバレーボール選手。ポジションはセッター。アゼルバイジャン代表。

## 来歴
1999年、アゼルバイジャン代表に初選出される。2000-01シーズンにトルコリーグのYeşilyurtでプレーした後、アゼルバイジャンリーグのアゼルレイル・バクーで6シーズンプレーした。同チームでは4度国内リーグでの優勝を果たした。その後、スイス、トルコ、ロシアのリーグを渡り歩き、2011年に古巣のアゼルレイル・バクーに復帰した。
代表では2005年の欧州選手権で4位となった。また、2006年より主将を務め、同年のワールドグランプリ、世界選手権などに出場した。2014年、2大会ぶりに世界選手権へ出場した。このときは登録名をオクサナ・クルトとしていた。

## 球歴
- 世界選手権 - 2006年、2014年
- 欧州選手権 - 2005年、2007年、2009年、2011年、2015年
- ワールドグランプリ - 2006年

## 所属クラブ
- Nagliyatchi Bakou（1999-2000年）
- Yeşilyurt（2000-2001年）
- アゼルレイル・バクー（2001-2007年）
- VBCチューリッヒ（2007年）
- アゼルレイル・バクー（2007-2008年）
- フェネルバフチェ（2008-2009年）
- ディナモ・モスクワ（2009-2011年）
- アゼルレイル・バクー（2011-2013年）
- アゼリョル・バクー（2013-）